# L'aritmetica del diavolo
L'aritmetica del diavolo è un film tv del 1999 basato sul romanzo storico The Devil's Arithmetic di Jane Yolen. Ha per protagonista Kirsten Dunst nel ruolo di Hannah Stern e per attori principali Brittany Murphy, Louise Fletcher e Mimi Rogers. Dustin Hoffman introduce il film ma non vi è accreditato e figura come produttore esecutivo insieme a Mimi Rogers.

## Trama
L'adolescente Hannah Stern (Kirsten Dunst), americana di origine ebraica, non è molto partecipe delle tradizioni religiose della sua famiglia. Tuttavia il suo atteggiamento indifferente subisce un mutamento radicale quando all'improvviso essa si ritrova proiettata indietro nel tempo fino al 1941, in un campo di concentramento nazista, dove Hannah sperimenta in prima persona gli orrori dell'Olocausto e il caro prezzo che la sua famiglia e gli altri Ebrei devono pagare a motivo della loro appartenenza. Essa impara anche l'importanza della memoria, e come il passato continua a riecheggiare nel presente.